# Прошково (Архангельська область)
Прошково (рос. Прошково) — присілок в Онезькому районі Архангельської області Російської Федерації.
Населення становить 128 осіб. Входить до складу муніципального утворення Чекуєвське поселення.

## Історія
Від 2004 року входить до складу муніципального утворення Чекуєвське поселення.

## Населення
| 2002 | 2010 | 2012 |
| ---- | ---- | ---- |
| 126  | ↘104 | ↗128 |